# Mahler auf der Couch
Mahler auf der Couch ist ein deutsch-österreichischer Spielfilm aus dem Jahr 2010. Er handelt von der Begegnung zwischen dem Psychoanalytiker Sigmund Freud und Gustav Mahler. Der Komponist konsultiert Freud wegen des Seitensprungs seiner Ehefrau Alma Mahler-Werfel.

## Handlung
Im Sommer 1910 unterbricht der Psychoanalytiker Sigmund Freud seinen Urlaub auf Sizilien, weil ihn der Komponist Gustav Mahler wegen Eheproblemen um Hilfe bittet. Mahler selbst zeigt noch letzte Hemmungen vor der Sitzung, weil er seine Ehe für glücklich hält, offenbart dann aber doch Dr. Freud, dass seine neunzehn Jahre jüngere Frau Alma Mahler ihn betrogen hat. Mahlers Schilderungen in der folgenden Therapie werden von Aussagen von Menschen aus dem Umfeld des Ehepaars Mahler ergänzt.
Mahler erzählt in einer Rückblende, wie er Alma in dem Sanatorium besucht, in dem sie sich zur Kur aufhält. Als sie ihm den Architekten Walter Gropius vorstellt, schöpft er zunächst keinen Verdacht; von Almas Verhältnis zu Gropius erfährt Mahler erst, als er einen Liebesbrief von Gropius an Alma liest, der versehentlich an ihn adressiert war. Gropius fordert Mahler auf, Alma freizugeben, da sie ein altersgerechtes Leben verdient; Alma selbst sieht sich jedoch nicht in der Lage, Mahler zu verlassen, und bittet Gropius, auf sie zu warten.
Als Freud Mahler mit der Frage konfrontiert, ob er selbst an Almas Seitensprung Schuld haben könnte, erzählt Mahler in der nächsten Sitzung von seinem und Almas Kennenlernen. Trotz der Vorbehalte ihres Umfelds gegen einen wesentlich älteren Mann will Alma den Komponisten heiraten.
Kurz nach der Verlobung reagiert Alma erschüttert, als Mahler von ihr verlangt, mit dem Komponieren aufzuhören und sich nach seinen Bedürfnissen zu richten, doch Alma fügt sich. Bald wird Alma schwanger und bringt Tochter Maria Anna, genannt „Putzi“, zur Welt; bald darauf folgt die Geburt der zweiten Tochter Anna Justine, genannt „Gucki“.
Ein Wendepunkt tritt ein, als im Jahr 1907 Mahlers Tätigkeit als Intendant an der Wiener Staatsoper endet und die Familie nach Amerika übersiedelt. Ein Schicksalsschlag trifft die Familie, als Tochter Maria Anna an Scharlach stirbt.
Freud holt aus Mahlers Unterbewusstsein Almas Reaktion auf Mahlers Entdeckung des Liebesbriefs hervor: Alma erklärt Mahler, dass sie nicht mehr länger bereit ist, ihre Bedürfnisse seiner Person unterzuordnen, und dass sie ihn verlassen will. Am Ende erklärt Alma, dass sie durch Mahler wachsen will, und bittet ihn um Verzeihung.
Am Ende der Therapie erklärt Freud, dass Almas Seitensprung nötig war, um Mahler die Augen zu öffnen.
Wenig später erlebt Mahler mit seiner achten Sinfonie einen triumphalen Erfolg; bei der Premiere anwesend sind auch Sigmund Freud und Walter Gropius. Mahler widmet die „Achte“ seiner Frau Alma und setzt sich für die Veröffentlichung ihrer Kompositionen ein. Kurz darauf reist Mahler, bereits von seiner Krankheit gezeichnet, mit Alma nach Amerika und stirbt nach seiner durch die Krankheit bedingten Rückkehr nach Wien im Jahr 1911.

## Kritiken
„Unentschlossen zwischen Künstlerdrama und -parodie, Geschlechterkampf und Psychoanalyse-Kabarett lavierend, bleibt der Film seinem Sujet gegenüber viel zu vage und ist auch in der Figurenzeichnung holzschnittartig.“

## Auszeichnungen
Beim Österreichischen Filmpreis gab es im Jahr 2011 eine Auszeichnung für Barbara Romaner als Beste weibliche Darstellerin sowie für Caterina Czepek in der Kategorie Bestes Kostümbild.